# تیموفی مایاکین
سرلشکر تیموفی مایاکین (روسی: Тимофей Константинович Маякин; انگلیسی: Timofey Mayakin؛ زادهٔ ۲۱ مارس ۱۹۶۹) رهبر ارکستر نظامی، آهنگساز اهل روسیه است.

## زندگی‌نامه
در ۲۱ مارس ۱۹۶۹ در مسکو به دنیا آمد و از کنسرواتوار مسکو فارغ‌التحصیل شد. وی همچنین برنده هنرمند مردمی روسیه و مدال مارشال باقرامیان شده‌است.